# فیل برونس
فیل برونس (انگلیسی: Phil Bruns; ۲ مهٔ ۱۹۳۱ – ۸ فوریهٔ ۲۰۱۲) یک هنرپیشه اهل ایالات متحده آمریکا بود. وی بین سال‌های ۱۹۵۹ تا ۲۰۱۲ میلادی فعالیت می‌کرد.
او در فیلم والدو پپر بزرگ و اثر ماشه بازی کرده‌است.